# Luigi Fabbri
Luigi Fabbri (Fabriano, 1877 - Montevideo, Uruguai, 1935) fou un pensador anarquista italià, pare de Luce Fabbri. Durant molt temps fou un dels principals agitadors i propagandistes anarquistes en la premsa europea, i fou coeditor, amb Errico Malatesta, del diari L'Agitazione, i ajudà a editar el diari Università Popolare de Milà. Ja el 1894 fou empresonat a Ancona per primer cop, i passà per nombroses presons italianes. Fou delegat italià al Congrés Internacional Anarquista d'Amsterdam el 1907. Durant la Primera Guerra Mundial fou acusat de derrotisme i hagué de fugir cap a l'Uruguai al costat de la seva família, on va morir el 1935. Fou traduït al castellà per Josep Prat.